# Riego de Ambrós
Riego de Ambrós es una localidad española que forma parte del municipio de Molinaseca, en la provincia de León, comunidad autónoma de Castilla y León.

## Geografía

### Ubicación
| Noroeste: Molinaseca          | Norte: Onamio             | Noreste: Paradasolana   |
| Oeste: Molinaseca             |                           | Este: Folgoso del Monte |
| Suroeste Espinoso de Compludo | Sur: Espinoso de Compludo | Sureste: Acebo          |

## Demografía
Evolución de la población
| Gráfica de evolución demográfica de Riego de Ambrós entre 2000 y 2017 |
|                                                                       |
| Población de derecho (2000-2017) según el padrón municipal del INE    |